# سوزان هلمز
سوزان جین هلمز (انگلیسی: Susan Jane Helms متولد ۲۶ فوریهٔ ۱۹۵۸ در شارلوت کارولینای شمالی)، فضانورد آمریکایی است.
وی ژنرال نیروی هوایی ایالات متحده آمریکا بوده، و کارشناسی ارشد دانشگاه استنفورد در رشته مهندسی هوا-فضا است.
ژنرال هلمز تا کنون در هفت مأموریت فضایی شرکت کرده‌است.

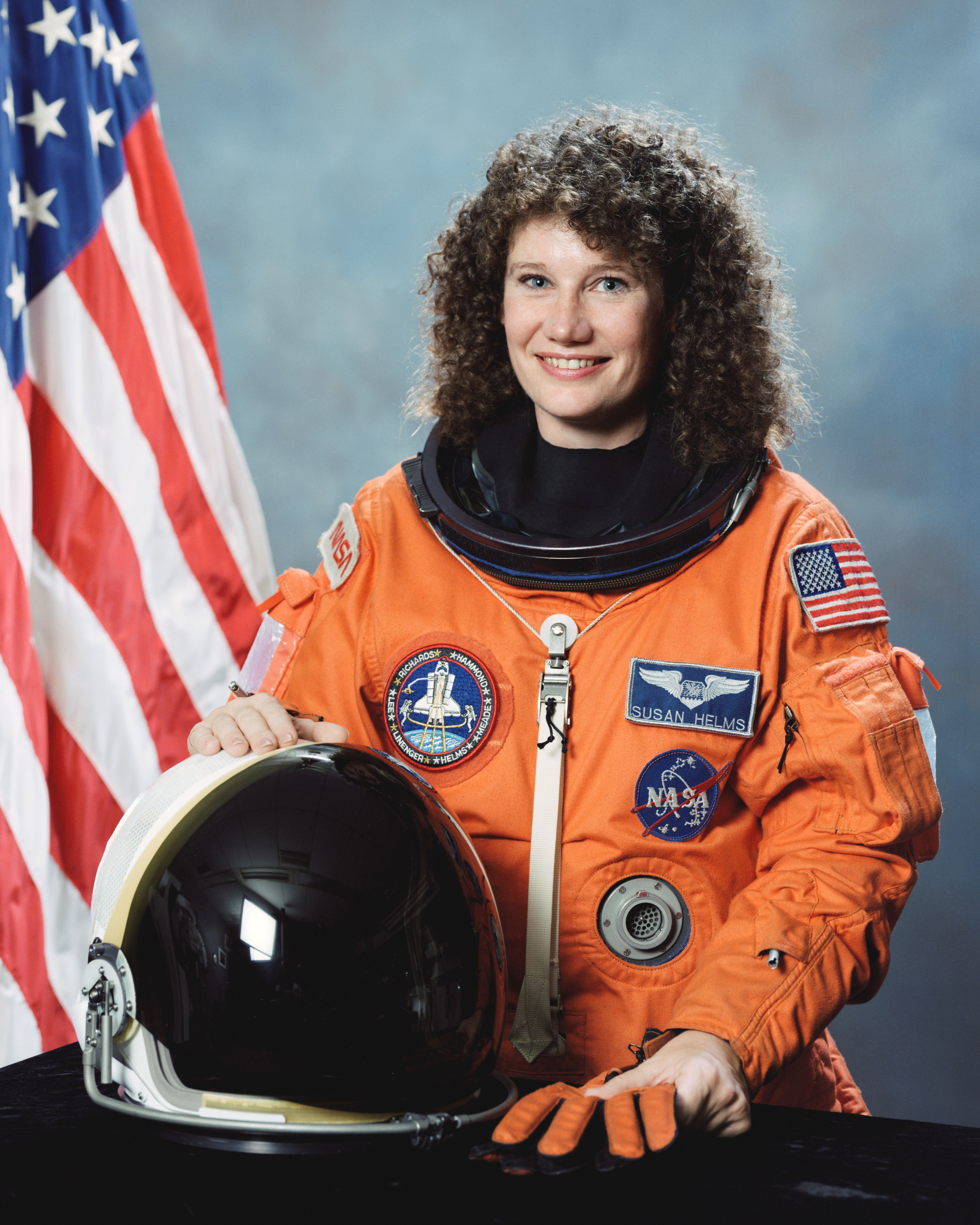